# Lucas Trejo
Lucas Federico Trejo (Córdoba, Argentina, 29 de diciembre de 1987) es un futbolista argentino que juega como defensa en el Portuguesa Fútbol Club de la Primera División de Venezuela.

## Carrera
Trejo comenzó su carrera en el fútbol profesional en los niveles inferiores del fútbol español con el L'Eskala FC. Luego, fue fichado por el equipo griego Atromitos FC en 2007, apareciendo con el club en la Superliga de Grecia, antes de ser cedido al Ethnikos Asteras FC.
Fue liberado por Jacksonville Armada en diciembre de 2015. 

### Monagas Sport Club
Entró al Monagas SC como refuerzo por seis meses, para el Torneo Clausura 2016 en Venezuela. Logra su primer gol con el Monagas SC en un partido ante Mineros de Guayana, el 4 de agosto. Para el encuentro de Copa Venezuela ante el Deportivo Anzoategui, celebrado el 25 de agosto, Trejo concreto un gol. En el partido ante el Carabobo celebrado el 7 de mayo, Trejo anota un gol, juego que finalizó 3-3 en el Monumental de Maturín. Trejo jugó todo los partidos con el Monagas Sport Club en el Torneo Apertura de Venezuela, logrando ser campeones antes el Caracas FC, el 2 de julio de 2017.
Participó el 27 de febrero de 2018, en el encuentro ante el Cerro Porteño de Paraguay en la primera fase de la Copa Libertadores 2018, donde el Monagas SC fue derrotado 2 a 0.

## Clubes
- Última actualización el 30 de septiembre de 2023.

| Club                | País                | Año                 | PJ  | Goles |
| ------------------- | ------------------- | ------------------- | --- | ----- |
| L´Escala            | España              | 2006 - 2007         | 0   | 0     |
| Atromitos           | Grecia              | 2007 - 2008         | 18  | 0     |
| Ethnikos Asteras    | Grecia              | 2008 - 2009         | 23  | 5     |
| Egaleo              | Grecia              | 2009 - 2010         | 7   | 0     |
| Sportivo Belgrano   | Argentina           | 2011                | 1   | 0     |
| Racing de Córdoba   | Argentina           | 2012 - 2013         | 37  | 1     |
| Instituto           | Argentina           | 2014                | 1   | 0     |
| Jacksonville Armada | Estados Unidos      | 2015                | 26  | 0     |
| Monagas             | Venezuela           | 2016 - 2018         | 83  | 11    |
| Atlético Huila      | Colombia            | 2018                | 6   | 0     |
| Deportivo Táchira   | Venezuela           | 2019                | 38  | 3     |
| Zacatepec           | México              | 2020-2021           | 5   | 0     |
| Deportivo Táchira   | Venezuela           | 2021                | 28  | 2     |
| Deportivo Municipal | Perú                | 2022                | 31  | 2     |
| Zamora FC           | Venezuela           | 2023                | 18  | 1     |
| Nueva Esparta FC    | Venezuela           | 2024                | 20  | 1     |
| Portuguesa FC       | Venezuela           | 2025-presente       | 0   | 0     |
| Total en su carrera | Total en su carrera | Total en su carrera | 388 | 20    |

## Palmarés

### Campeonatos nacionales
| Título           | Club    | País      | Año  |
| ---------------- | ------- | --------- | ---- |
| Torneo Apertura  | Monagas | Venezuela | 2017 |
| Primera División | Monagas | Venezuela | 2017 |